# كورنيليا أولريش
كورنيليا أولريش (بالألمانية: Cornelia Ulrich)‏ هي أستاذة جامعية ألمانية، ولدت في 31 أكتوبر 1967 في شتوتغارت في ألمانيا.